# Rada Wychowania Fizycznego i Kultury Cielesnej
Rada Wychowania Fizycznego i Kultury Cielesnej – utworzona rozporządzeniem Ministerstwa Zdrowia Publicznego z 1919 r. jako jego organ opiniodawczy, doradczy i rzeczoznawczy.

## Charakterystyka
Na czele stał minister zdrowia Witold Chodźko, zastępcą był Władysław Leon Osmolski. W skład wchodzili przedstawiciele Ministerstw: Spraw Wojskowych, Wyznań i Oświecenia Publicznego oraz Robót Publicznych, a także przedstawiciele wyższych uczelni i stowarzyszeń sportowych, w tym TZR, sekcji nauczycieli wychowania fizycznego Towarzystwa Nauczycieli Szkół Średnich i Wyższych, „Sokoła” oraz Polskiego Komitetu Igrzysk Olimpijskich. W 1922 Rada zawiesiła działalność z powodu trudności finansowych.
Pierwsze posiedzenie miało miejsce 6 stycznia 1920, drugie 6 czerwca 1920, trzecie 12 sierpnia 1921, czwarte i ostatnie 25 lutego 1922.
W 1925 powstała Naczelna Rada Wychowania Fizycznego i Przysposobienia Wojskowego.